# Нацрети
Нацрети (груз. ნაწრეტი) — село в Грузии, на территории Горийского муниципалитета края (мхаре) Шида-Картли.

## География
Село находится в центральной части Грузии, на северном склоне хребта Кверинаки, на расстоянии приблизительно 11 километров (по прямой) к северо-востоку от города Гори, административного центра муниципалитета. Абсолютная высота — 750 метров над уровнем моря.

## Население
По результатам официальной переписи населения 2014 года в Нацрети проживало 423 человека (214 мужчин и 209 женщин). В национальной структуре населения грузины составляли 90,3 %, осетины — 8,5 %, армяне — 1,2 %.
| Год  | Население, человек |
| ---- | ------------------ |
| 2002 | 564                |
| 2014 | ↘ 423              |